# Ordine di Mono
L'Ordine di Mono è un ordine cavalleresco togolese.

## Storia
L'ordine è stato fondato il 2 settembre 1961 dal presidente Sylvanus Olympio.

## Classi
L'ordine dispone delle seguenti classi di benemerenza:
- Cavaliere di gran croce
- Grand'ufficiale
- Commendatore
- Ufficiale
- Cavaliere

| Nastri    |           |              |                 |                         |
| Cavaliere | Ufficiale | Commendatore | Grand'ufficiale | Cavaliere di gran croce |

## Insegne
- Il nastro è rosso con bordi verde e gialli.

## Insigniti notabili
- Ellen Johnson Sirleaf
- Josip Broz Tito (23 giugno 1976)
- Hailé Selassié I